# Henryk XX
Heinrich XX Fürst Reuss zu Greiz (ur. 29 czerwca 1794 w Offenbach am Main, zm. 8 listopada 1859 w Greiz) – książę Reuss–Greiz (linii starszej). Jego władztwo było członkiem Związku Niemieckiego (będącego luźną konfederacją państw). Używał również tytułów Hrabia i Pan Plauen, Pan Greiz, Kranichfeldu, Gery, Schleiz i Lobenstein.
Był trzecim synem (najmłodszym spośród czworga dzieci) księcia Reuss–Greiz Henryka XIII i jego żony księżnej Wilhelminy Luizy Nassau-Weilburg. Na tron wstąpił po śmierci starszego brata – księcia Henryka XIX (31 października 1836).
25 listopada 1834 w Haid poślubił księżniczkę Löwenstein-Wertheim-Rosenberg – Zofię (1809–1838). Z tego związku nie miał dzieci.
1 października 1839 w Homburg vor der Höhe ożenił się po raz drugi z landgrafianką Hesji-Homburg Karoliną Amalią. Para miała pięcioro dzieci:
- księżniczkę Herminę (1840–1890)
- księcia Henryka XXI (1844–1844)
- Henryka XXII (1846–1902), kolejnego księcia Reuss–Greiz
- księcia Henryka XXIII (1848–1861),
- księżniczkę Marię (1855–1909)

Miał również nieślubnego syna Freiherra Heinricha von Rothenthal (1822–1892) i córkę Isabellę Waldhaus (1824–1898).
Został pochowany w Kościele Mariackim w Greiz.